# Konstanty Dalewski
Konstanty Dalewski herbu Krucini (ur. w 1837 w Kunkułce w powiecie lidzkim, rozstrzelany 27 maja 1871 w Paryżu) – polski uczestnik powstania styczniowego na Litwie, emigrant.

## Życiorys
Uczył się w gimnazjum w Wilnie, został mierniczym. Po wybuchu powstania styczniowego walczył pod wodzą Zygmunta Sierakowskiego w bitwie pod Birżami. Po kilku kolejnych bitwach, dowodząc coraz mniejszymi oddziałami, został ciężko ranny w 1864 roku. Uszedł za granicę. Pracował w Sankt Gallen (Szwajcaria) w fabryce wyrobów żelaznych. Wyjechał do Paryża i zatrudnił się w księgarni Władysława Mickiewicza. W czasie Komuny Paryskiej walczył w szeregach 6. batalionu gwardii narodowej.
W wyniku oskarżenia o zamieszanie w strzelanie do wkraczającej armii został rozstrzelany w Ogrodzie Luksemburskim. Spoczywa na cmentarzu Powązkowskim w Warszawie (kwatera II-5-3/4/5).

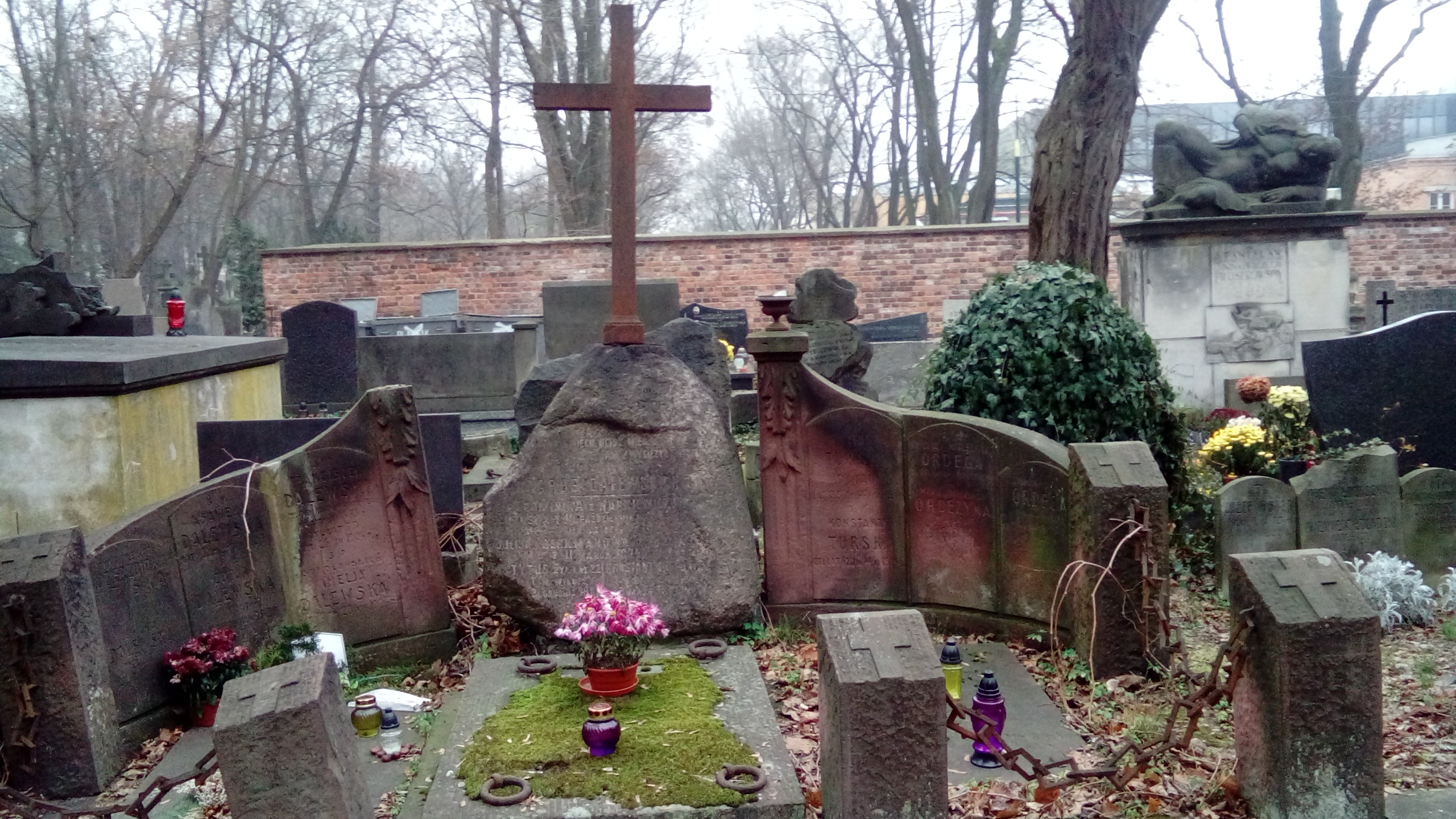
Grób Franciszka, Konstantego i Ksawery Dalewskich na cmentarzu Powązkowskim

## Rodzina
Ojciec Konstantego, Dominik Antoni Dalewski, był dwukrotnie żonaty. Córką Dominika z pierwszego małżeństwa była Apolonia Dalewska, późniejsza żona Zygmunta Sierakowskiego.
Konstanty Dalewski był synem Dominika i jego drugiej żony, Dominiki z Narkiewiczów. Był jednym z ośmiorga ich dzieci. Jego rodzeństwo z tego małżeństwa to:
- Franciszek (1825–1904)
- Aleksander (1827–1862)
- Tekla (1838–?), późniejsza żona Ludwika Jenikego (1818–1903)
- Tytus (1841–1864)
- Zuzanna
- Ksawera (1845–1900)[2]
- Józefa.